# Židovice (Litoměřicei járás)
Židovice község Csehországban, a Litoměřicei járásban. Židovice Roudnice nad Labem, Nové Dvory, Hrobce és Černěves településekkel határos. Lakosainak száma 392 fő (2024. január 1.).

## Népesség
A település lakosságának változását az alábbi diagram mutatja:
| Lakosok száma | 255  | 478  | 487  | 395  | 371  | 365  | 380  | 394  | 402  | 392  |
|               | 1869 | 1900 | 1921 | 1961 | 1980 | 2011 | 2016 | 2019 | 2021 | 2024 |